# Назаренко Леонід Ферапонтович
Леоні́д Ферапо́нтович Наза́ренко (нар. 17 серпня 1921 року — пом. 17 квітня 2020 року) — український орнітолог, ветеран Німецько-радянської війни, кандидат біологічних наук, доцент.

## Життєпис
Леонід Ферапонтович народився в місті Знам'янка Кіровоградської області у родині залізничного службовця. Любов до живої природи з'явилася у нього в дитинстві. Він жив і навчався неподалік від багатовікової унікальної діброви «Чорний ліс». Тут його першим учителем став професор Г. П. Дементьєв.
У 1939 році закінчив з відзнакою середню школу і став студентом біологічного факультету Московського університету ім. М. В. Ломоносова, де слухав лекції відомих учених та вивчав багаті орнітологічні колекції Зоомузею МДУ.
Брав участь у Радянсько-фінській та Німецько-радянській війнах, де зазнав тяжкого поранення.
Після закінчення війни продовжив навчання в Харківському та Одеському університетах. Орнітологічні дослідження Л. Ф. Назаренко проводив під керівництвом професорів Г. П. Дементьєва, І. В. Волчанецького та І. І. Пузанова.

## Наукова діяльність
Після закінчення Одеського державного університету ім. І. І. Мечникова Л. Ф. Назаренко залишився при університеті на посаді наукового співробітника Зоомузею. За пропозицією І. І. Пузанова, брав активну участь в організації навчальної польової практики і еколого-фауністичних досліджень штучних полезахисних насаджень півдня України і Молдови, а також Нижнього Дністра. Тут, поруч з Одесою в дельті Дністра, молодий вчений вивчав колоніальних птахів, їхню роль у водно-болотних екосистемах.
Із 1950 по 1960 рр. — інтенсивна робота в зоомузеї ОДУ ім. І. І. Мечникова. Леонід Ферапонтович вклав багато сил у створення музейних фондів, перш за все — орнітологічних. Робота в музеї поєднувалася з педагогічною діяльністю на кафедрі зоології хребетних.
Із 1951 року він читав курс «Біогеографія» на геолого-географічному факультеті ОДУ ім. І. І. Мечникова, а на біологічному факультеті вів спеціальні курси, в тому числі і «Загальну орнітологію».
У 1959 році захистив кандидатську дисертацію з орнітофауни Нижнього Дністра і перейшов працювати на кафедру зоології хребетних.
У 1961 році його затверджують доцентом цієї ж кафедри.
Після смерті професора І. І. Пузанова в березні 1971 року Л. Ф. Назаренко очолив кафедру зоології хребетних. Він розвиває міграційну тематику, вивчає птахів, що колоніально гніздяться, перш за все, голінастих Нижнього Дністра.
80-ті роки ХХ століття ознаменувалися успішним розвитком нового наукового напрямку — вивченням впливу синоптичних процесів і погоди на терміни та інтенсивність міграції птахів. В цей час приділялася велика увага прикладним аспектам. Спільно з колегами Леонід Ферапонтович Назаренко розробив методи прогнозування масових переміщень птахів — для запобігання їх зіткнення з літаками.
Не менш успішно науковець проводить роботу по охороні природи, рідкісних і зникаючих птахів.
Він — почесний член Українського орнітологічного товариства, Українського товариства охорони природи, активний учасник багатьох конференцій, нарад, з'їздів, міжнародних конгресів та інших наукових форумів.
Він започаткував школу молодих орнітологів України. Під його керівництвом підготовлено десятки кандидатів наук, опубліковано ряд монографій, наукових статей, газетних публікацій.
Він був не тільки відомим вченим і педагогом, а й одним із співзасновників Українського товариства охорони птахів. 25 років був Почесним головою його Одеського відділення.
Внесок Леоніда Ферапонтович Назаренка в орнітологію, зоологію хребетних, екологію та охорону природи, а також у формування наукового потенціалу України добре відомий в Україні та за її межами.

## Відзнаки
Нагороджений орденами Червоної Зірки, Вітчизняної війни 1-го ступеня і багатьма медалями.
Леонід Ферапонтович Назаренко — лауреат конкурсу «Люди справи» газети «Вечірня Одеса» (за підсумками 2011 року).

## Публікації
Назаренко Л. Ф. Вплив синоптичних процесів і погоди на міграцію птахів в Причорномор'ї / Л. Ф. Назаренко, Л. А. Амонскій. — Київ; Одеса: Вища шк., 1986. — 182, [1] с. : Ил., Карт .; 21 см.